# Музерос
Музерос, Мусерос (валенс. Museros, ісп. Museros) — муніципалітет в Іспанії, у складі автономної спільноти Валенсія, у провінції Валенсія. Населення — 5832 особи (2010).

## Географія
Муніципалітет розташований на відстані близько 300 км на схід від Мадрида, 11 км на північ від Валенсії.

## Демографія
Динаміка населення (INE ):

## Галерея зображень

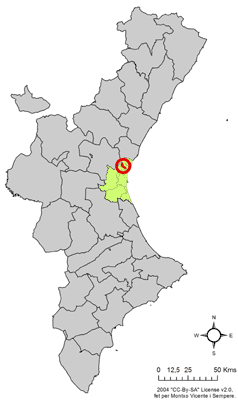
Розташування муніципалітету Музерос у автономній спільноті Валенсія
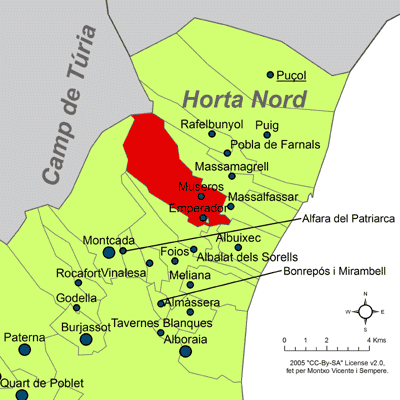
Розташування муніципалітету Музерос у комарці Уерта-Норте
- Музерос у 1883 році
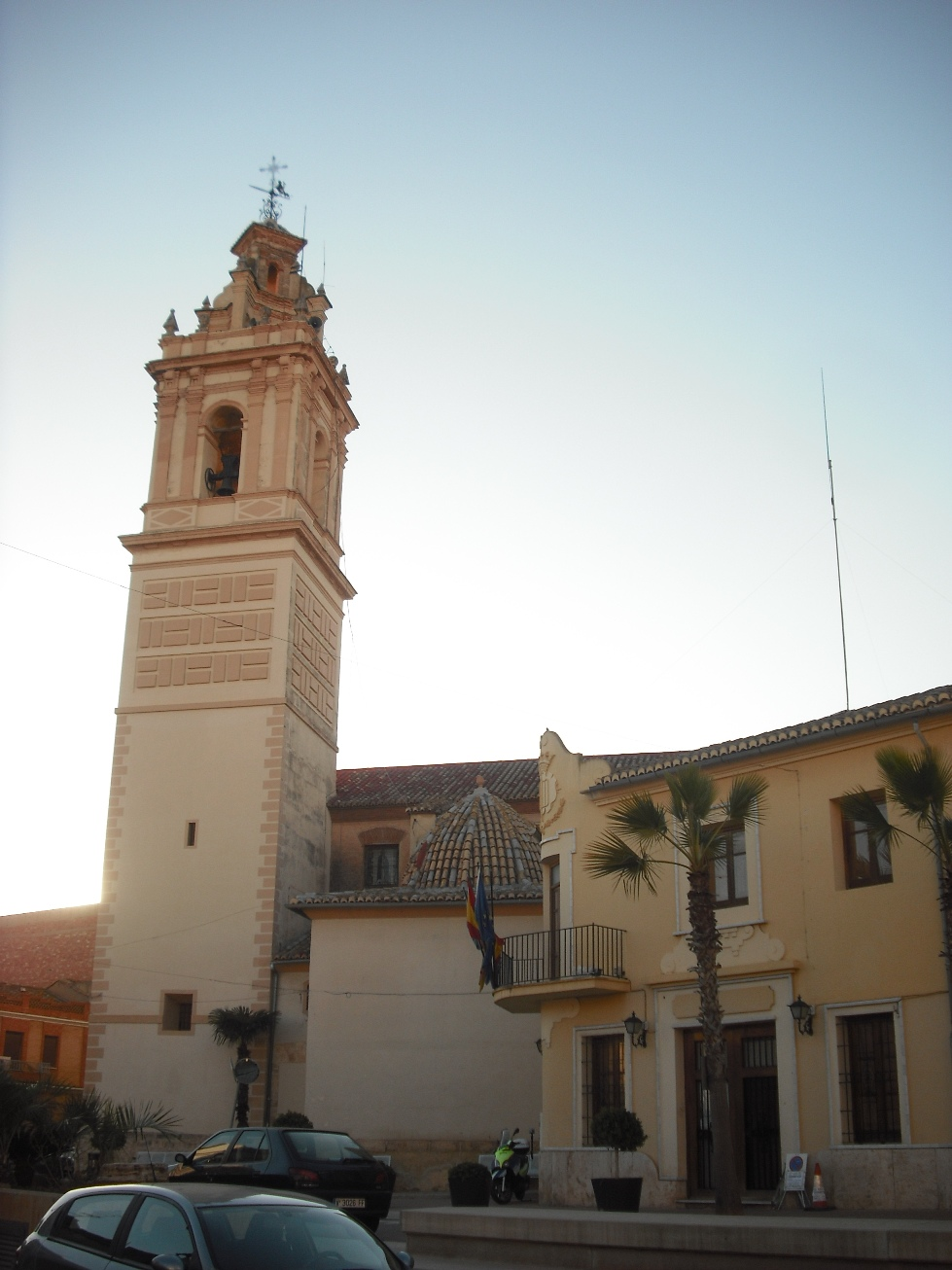
Церква і муніципальна рада